# Okanagan Highland
Okanagan Highland är ett berg i Kanada.   Det ligger i provinsen British Columbia, i den södra delen av landet, 3 200 km väster om huvudstaden Ottawa. Toppen på Okanagan Highland är 1 233 meter över havet.
Terrängen runt Okanagan Highland är huvudsakligen kuperad, men österut är den platt. Trakten runt Okanagan Highland är nära nog obefolkad, med mindre än två invånare per kvadratkilometer.. Det finns inga samhällen i närheten.
I omgivningarna runt Okanagan Highland växer i huvudsak barrskog.